# 環翠邨
環翠邨（英語：Wan Tsui Estate）是香港島上的一個公共屋邨，位於香港東區柴灣，港鐵柴灣站現址附近一帶，前身為柴灣邨16至27座，第一座重建後的大廈於1979年落成後，房委會便將柴灣邨16至22座重新命名為環翠邨。屋邨管理方面，除逸翠樓由創毅物業服務顧問有限公司負責外，現由房委會自行負責。
茵翠苑（英語：Yan Tsui Court）及悅翠苑（英語：Yuet Chui Court）均是香港東區的居者有其屋屋苑之一，在環翠邨發展計劃之內。茵翠苑有兩座舊十字型樓宇，悅翠苑則有一幢新十字型居屋大廈，先後於1983年和1999年落成。
環翠邨澤翠樓旁設有環翠商場，歷史上比環翠邨更久。

## 歷史
1976年，環翠邨在環翠商場建成後決定興建。於1979年命名時，擁有7座徙置大廈，分別為第17、18、20及22座為第一型，第16、19及21座為第二型。
由於柴灣邨第23至27座在環翠邨命名前已經被拆卸重建，所以環翠邨沒有此五座第二型徙置大廈，第21座和22座由於已改建關係，房委會將此兩座樓宇重新命名為安翠樓及寧翠樓，而此兩座樓宇最終於1996年拆卸，重建成悅翠苑及逸翠樓（由私人執業的吳享洪建築師事務所設計）；其餘五座徙置大廈則於1980年代初期拆卸重建，當中怡翠樓為全港首座工字型出租公屋大廈。

## 屋苑資料

### 現存樓宇

#### 環翠邨
| 樓宇名稱（座號）     | 門牌號碼   | 樓宇類型                           | 落成年份 | 樓宇層數（住宅層數） | 每層伙數                           | 每座單位總數（伙） | 建築師             | 承建商           | 提供升降機的廠商（更新前） | 提供升降機的廠商（更新後） | 期數 |
| -------------------- | ---------- | ---------------------------------- | -------- | -------------------- | ---------------------------------- | ------------------ | ------------------ | ---------------- | -------------------------- | -------------------------- | ---- |
| 怡翠樓（第1座）      | 翠景街9號  | 單座工字型 （第一代設計）          | 1979年   | 26                   | 15（其餘樓層） 14（14樓）          | 374                | 房屋署建築師       | 煥利建築         | 乘賓 (AC/2)                | 蒂森克虜伯 GD (VVVF)       | 1    |
| 盛翠樓（第2座）      | 翠景街7號  | 舊長型 （中央走廊式）              | 1979年   | 17                   | 16                                 | 256                | 房屋署建築師       | 煥利建築         | 乘賓 (AC/2)                | 蒂森克虜伯 GD (VVVF)       | 1    |
| 美翠樓（第3座）      | 翠景街5號  | 舊長型 （露台走廊式）              | 1979年   | 17                   | 6                                  | 96                 | 房屋署建築師       | 煥利建築         | 乘賓 (AC/2)                | 蒂森克虜伯 GD (VVVF)       | 1    |
| 蕙翠樓（第4座）      | 翠景街3號  | 舊長型 （中央走廊式）              | 1979年   | 17                   | 12                                 | 192                | 房屋署建築師       | 煥利建築         | 乘賓 (AC/2)                | 蒂森克虜伯 GD (VVVF)       | 1    |
| 福翠樓（第7座）      | 華廈街10號 | 單座工字型 （第二代設計）          | 1983年   | 26                   | 15（其餘樓層） 14（14樓）          | 374                | 房屋署建築師       | 德臣建築         | 美善高 (AC/2)              | 奧的斯 OH5000 (VVVF)       | 2    |
| 澤翠樓（第8座）      | 華廈街8號  | 舊長型 （中央走廊式，連接C+連接C） | 1983年   | 17                   | 41                                 | 656                | 房屋署建築師       | 德臣建築         | 美善高 (AC/2)              | 奧的斯 OH5000 (VVVF)       | 2    |
| 富翠樓（第11座高座） | 茵翠街3號  | 雙連座工字型 （第三代設計）        | 1986年   | 28                   | 15（其餘樓層） 7（2樓） 14（14樓） | 396                | 房屋署建築師       | 安利（蕭氏）建築 | 東芝 CV20 (ACVV)           | 蒂森克虜伯 HP61 (VVVF)     | 3    |
| 貴翠樓（第11座低座） | 茵翠街1號  | 雙連座工字型 （第三代設計）        | 1986年   | 26                   | 15（其餘樓層） 14（2、14樓）       | 373                | 房屋署建築師       | 安利（蕭氏）建築 | 東芝 CV20 (ACVV)           | 蒂森克虜伯 HP61 (VVVF)     | 3    |
| 喜翠樓（第12座高座） | 富翠街6號  | 雙連座工字型 （第三代設計）        | 1986年   | 28                   | 15（其餘樓層） 14（3、4、14樓）    | 403                | 房屋署建築師       | 安利（蕭氏）建築 | 東芝 CV20 (ACVV)           | 蒂森克虜伯 HP61 (VVVF)     | 3    |
| 利翠樓（第12座低座） | 富翠街2號  | 雙連座工字型 （第三代設計）        | 1986年   | 26                   | 15（其餘樓層） 14（14樓）          | 374                | 房屋署建築師       | 安利（蕭氏）建築 | 東芝 CV20 (ACVV)           | 蒂森克虜伯 HP61 (VVVF)     | 3    |
| 逸翠樓（S.H.B.座）   | 茵翠街5號  | 小型單位大廈 （附有家庭式單位）    | 1999年   | 18                   | 11（其餘樓層） 5（1樓） 8（2樓）   | 184                | 吳享洪建築師事務所 | 宏宗建築         | 富士達 EXDN (VVVF)         | （不適用）                 | 5    |

（註：因發展計劃內的第9及10座已經轉作居者有其屋計劃屋苑的關係，故此略去部份座號。上述座號是以房屋署Estate Property的記錄為依歸。）

#### 茵翠苑
| 樓宇名稱（座號）     | 門牌號碼   | 樓宇類型 | 落成年份 | 樓宇層數（住宅層數） | 每層伙數 | 單位數目（伙） | 原屬樓宇     | 承建商   | 提供升降機的廠商 | 期數 |
| -------------------- | ---------- | -------- | -------- | -------------------- | -------- | -------------- | ------------ | -------- | ---------------- | ---- |
| 茵榮閣（A座/第9座）  | 茵翠街12號 | 舊十字型 | 1983年   | 19（1-19樓）         | 8        | 152            | 環翠邨第9座  | 德臣建築 | 美善高           | 2    |
| 茵華閣（B座/第10座） | 茵翠街10號 | 舊十字型 | 1983年   | 19（1-19樓）         | 8        | 152            | 環翠邨第10座 | 德臣建築 | 美善高           | 2    |

#### 悅翠苑
為港島區第三個採用新十字型設計的居屋屋苑（首兩個分別是曉翠苑及杏翠苑）。
| 樓宇名稱      | 樓宇類型                | 落成年份 | 樓宇層數（住宅層數） | 每層伙數 | 建築師             | 承建商   | 提供升降機的廠商  | 期數 |
| ------------- | ----------------------- | -------- | -------------------- | -------- | ------------------ | -------- | ----------------- | ---- |
| 悅翠苑（A座） | 新十字型 （1984年版本） | 1999年   | 35                   | 10       | 吳享洪建築師事務所 | 宏宗建築 | 英國通用電氣-捷運 | 4    |

### 歷代樓宇
| 重建前樓宇名稱                               | 樓宇類型   | 落成年份                                 | 拆卸年份 | 原座號（英文字母） | 重建後原地所屬的樓宇      |
| -------------------------------------------- | ---------- | ---------------------------------------- | -------- | ------------------ | ------------------------- |
| 柴灣邨第16座                                 | 第二型     | 1957年-1959年 （為柴灣邨最早落成之樓宇） | 1982年   | K座                | 環翠邨喜翠樓 環翠邨利翠樓 |
| 柴灣邨第17座                                 | 第一型     | 1957年-1959年 （為柴灣邨最早落成之樓宇） | 1982年   | A座                | 空地                      |
| 柴灣邨第18座                                 | 第一型     | 1957年-1959年 （為柴灣邨最早落成之樓宇） | 1982年   | B座                | 環翠邨貴翠樓              |
| 柴灣邨第19座                                 | 第二型     | 1957年-1959年 （為柴灣邨最早落成之樓宇） | 1982年   | L座                | 空地                      |
| 柴灣邨第20座                                 | 第一型     | 1957年-1959年 （為柴灣邨最早落成之樓宇） | 1982年   | C座                | 環翠邨富翠樓              |
| 柴灣邨第21座→環翠邨安翠樓                    | 改建第二型 | 1957年-1959年 （為柴灣邨最早落成之樓宇） | 1996年   | M座                | 環翠邨逸翠樓              |
| 柴灣邨第22座→環翠邨寧翠樓                    | 改建第一型 | 1957年-1959年 （為柴灣邨最早落成之樓宇） | 1996年   | J座                | 悅翠苑                    |
| 柴灣邨第23座                                 | 第二型     | 1957年-1959年 （為柴灣邨最早落成之樓宇） | 1975年   | H座                | 茵翠苑                    |
| 柴灣邨第24座                                 | 第二型     | 1957年-1959年 （為柴灣邨最早落成之樓宇） | 1975年   | G座                | 環翠邨美翠樓 環翠邨盛翠樓 |
| 介乎柴灣邨第21、23及24座之間的空地建有蕙翠樓 |            |                                          |          |                    |                           |
| 柴灣邨第25座                                 | 第二型     | 1957年-1959年 （為柴灣邨最早落成之樓宇） | 1975年   | F座                | 環翠邨怡翠樓              |
| 柴灣邨第26座                                 | 第二型     | 1957年-1959年 （為柴灣邨最早落成之樓宇） | 1976年   | E座                | 環翠邨福翠樓 環翠邨澤翠樓 |
| 柴灣邨第27座                                 | 第二型     | 1957年-1959年 （為柴灣邨最早落成之樓宇） | 1976年   | D座                | 環翠邨福翠樓 環翠邨澤翠樓 |
| 位乎柴灣邨第27座以東的空地建有環翠商場       |            |                                          |          |                    |                           |

## 教育及福利設施

### 幼稚園
- 港九街坊婦女會環翠幼稚園 （1989年創辦）（位於喜翠樓地下）

已結束
- 柴灣區街坊福利會啟明幼稚園（1983年創辦）（位於澤翠樓，福翠樓地下）

### 綜合服務中心
- 協康會環翠中心   （位於澤翠樓地下102-113室(西翼)及130-141室(東翼)）

### 小學
- 救世軍中原慈善基金學校（2008年創辦）

## 參看
- 柴灣邨重建後的其他屋邨：
  - 環翠邨（現址）
  - 樂軒臺
  - 悅翠苑（現址）
  - 茵翠苑（現址）
  - 柴灣邨

## 相片集
環翠邨

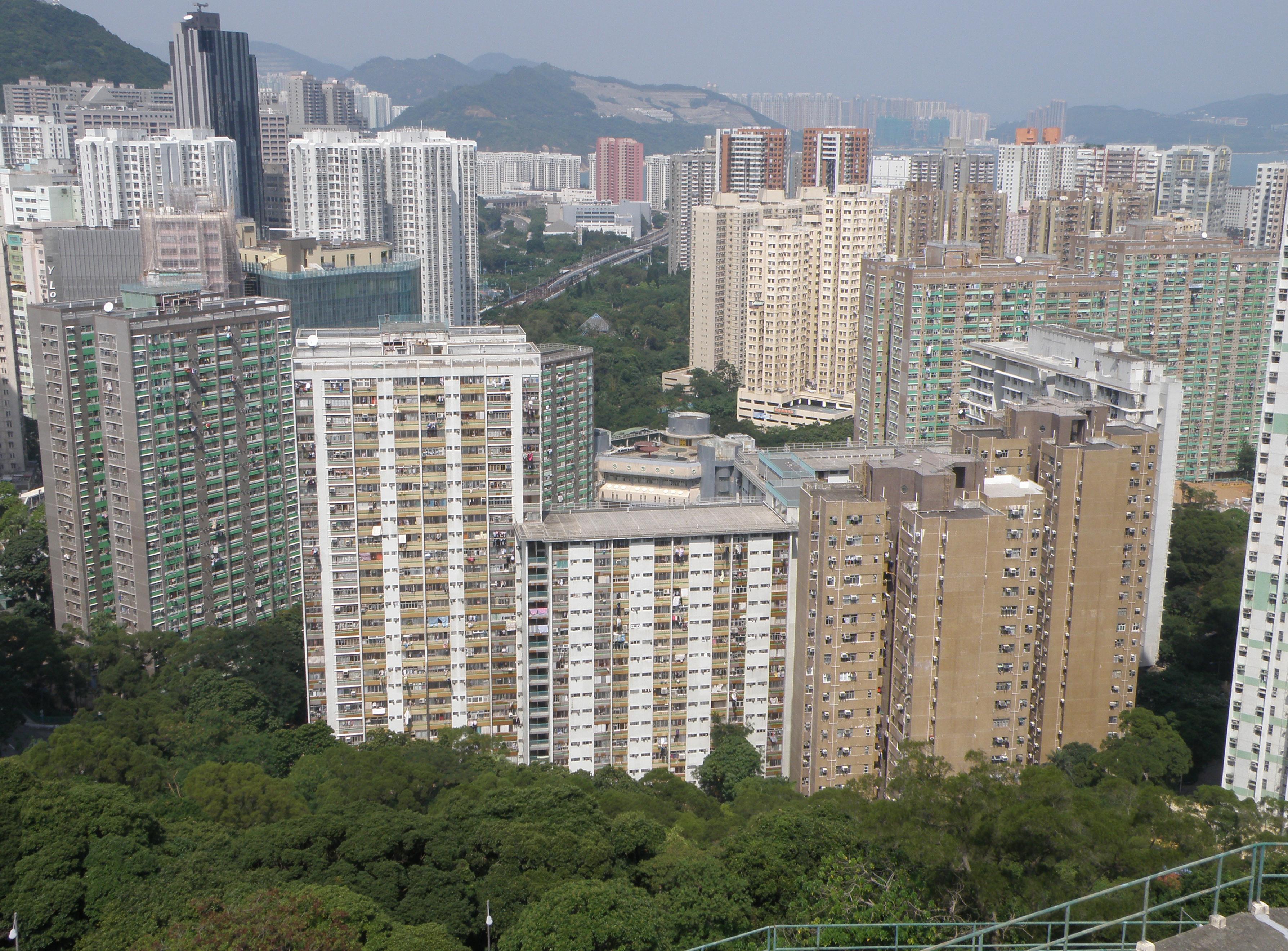
環翠邨南面
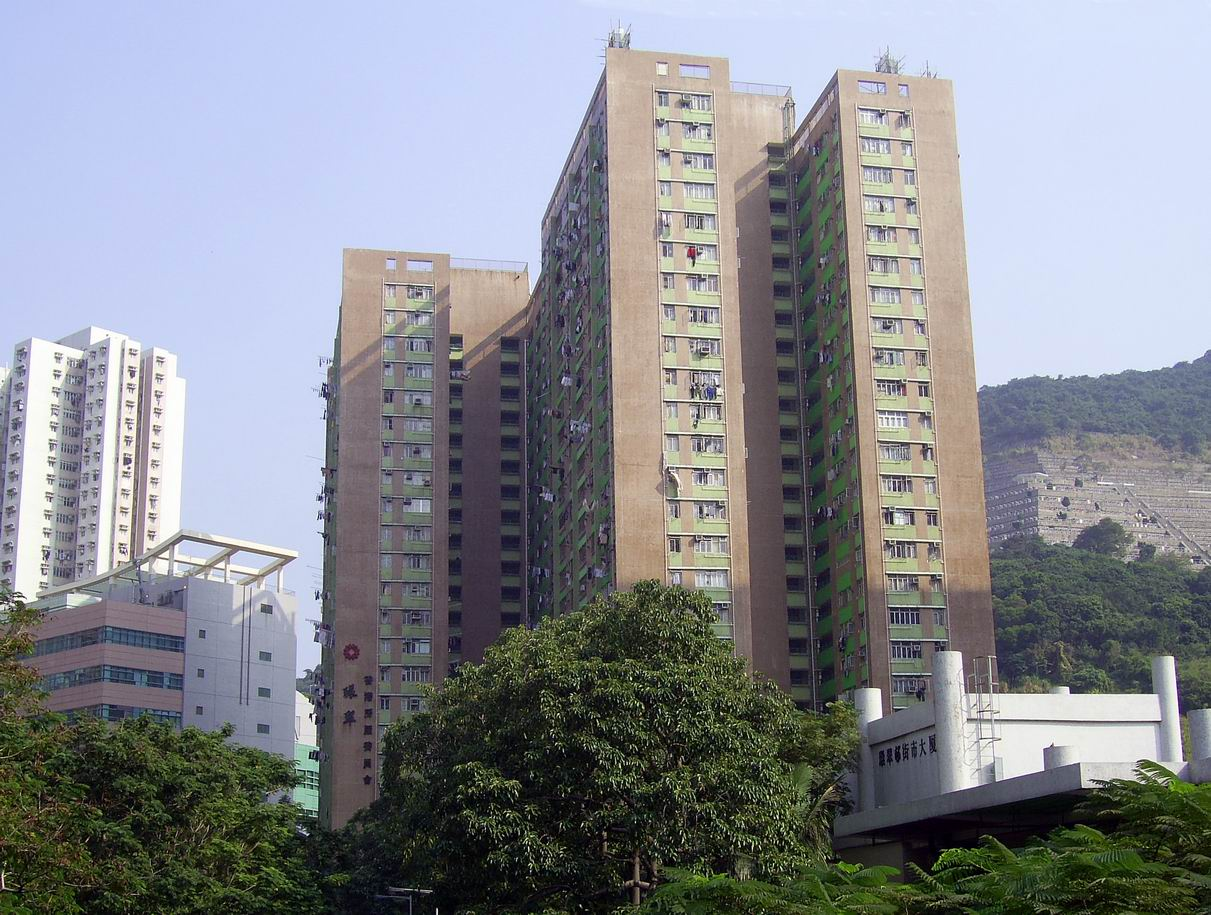
環翠邨喜翠樓及利翠樓
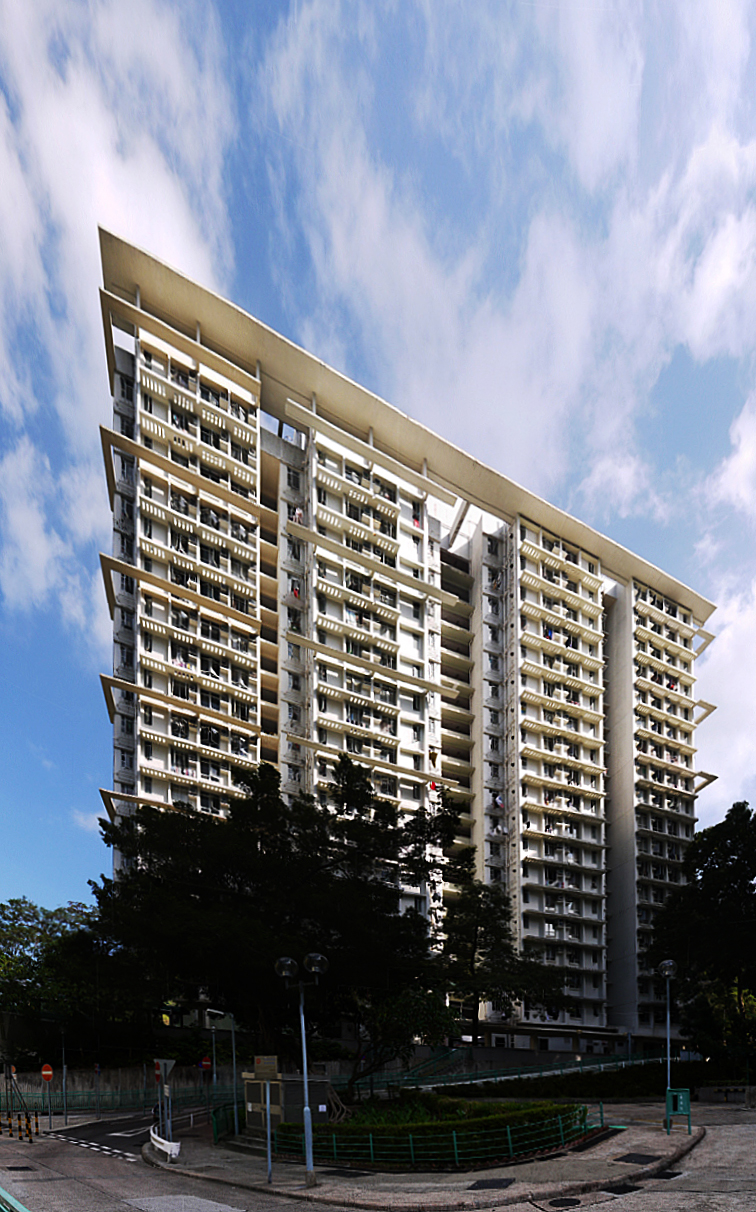
環翠邨逸翠樓
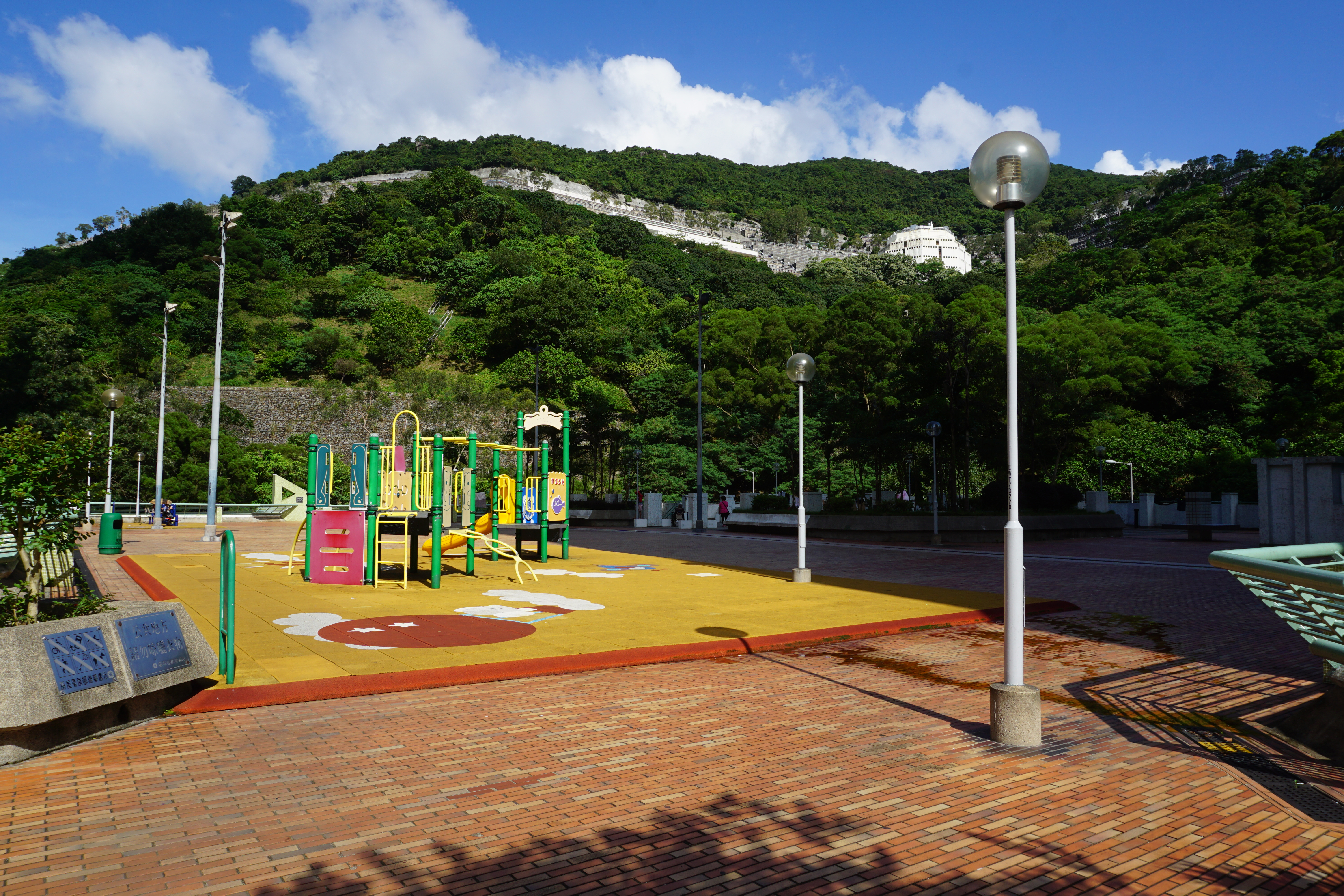
平台上的兒童遊樂場
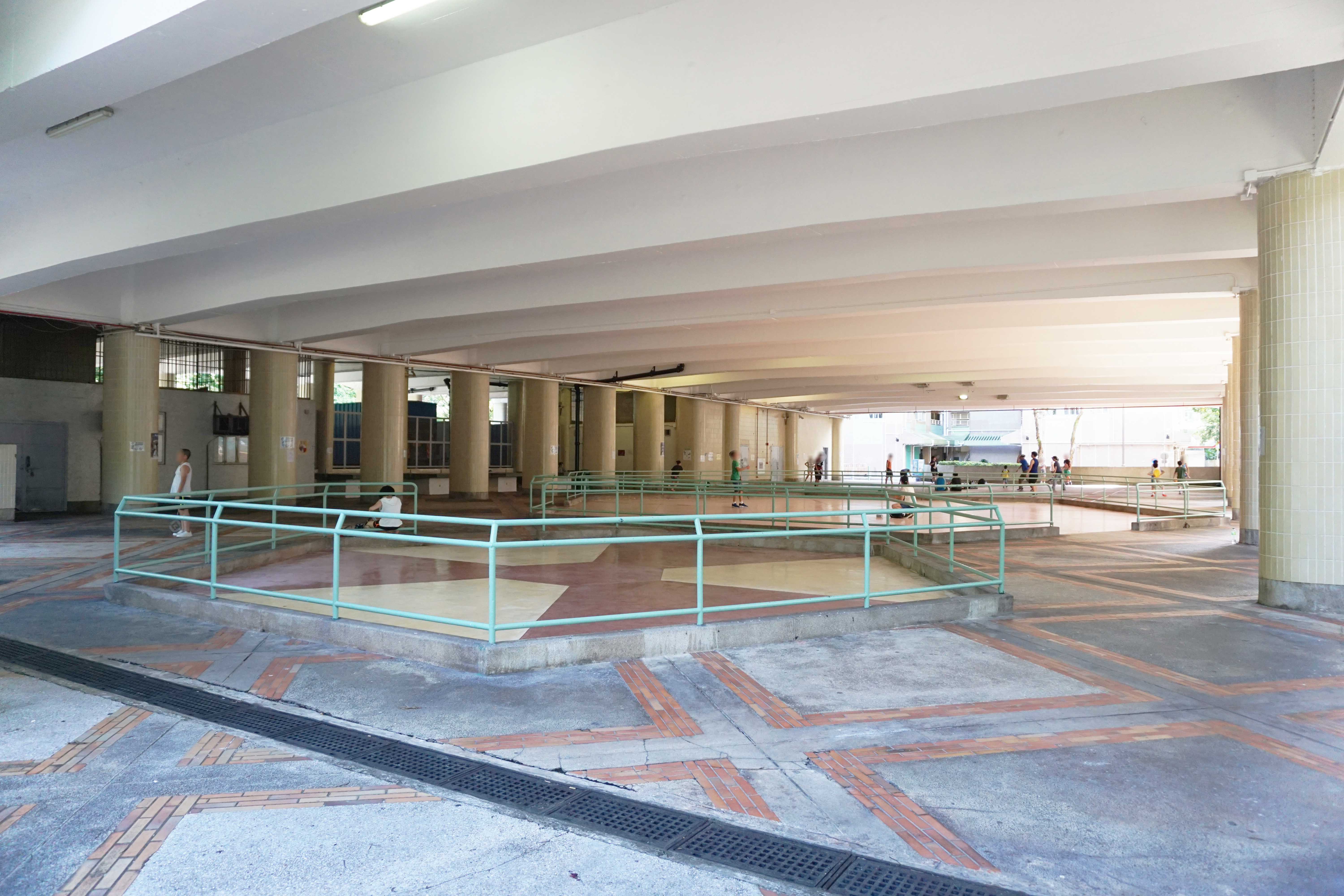
室內滾軸溜冰場（前）及羽毛球場（後）
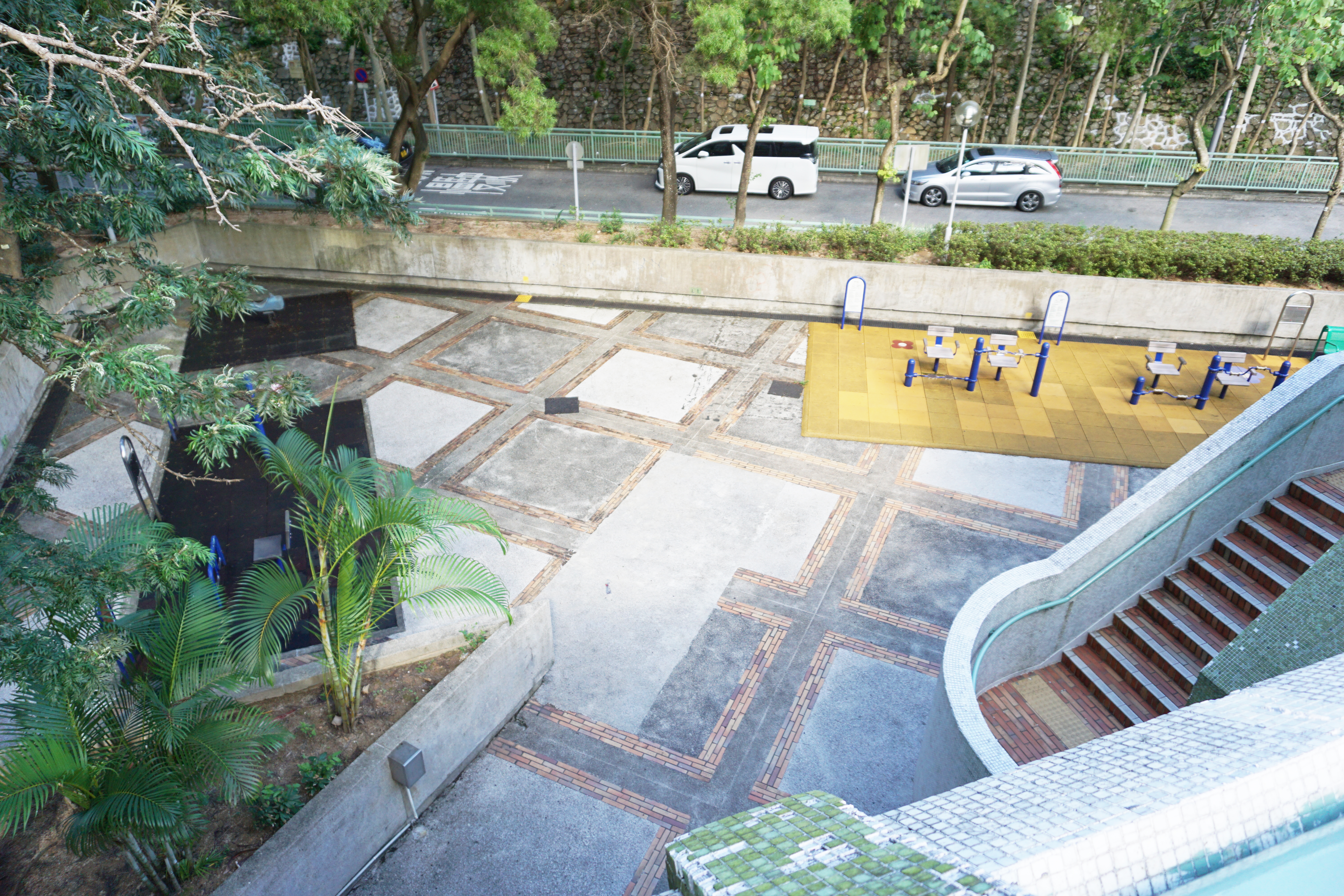
健體區
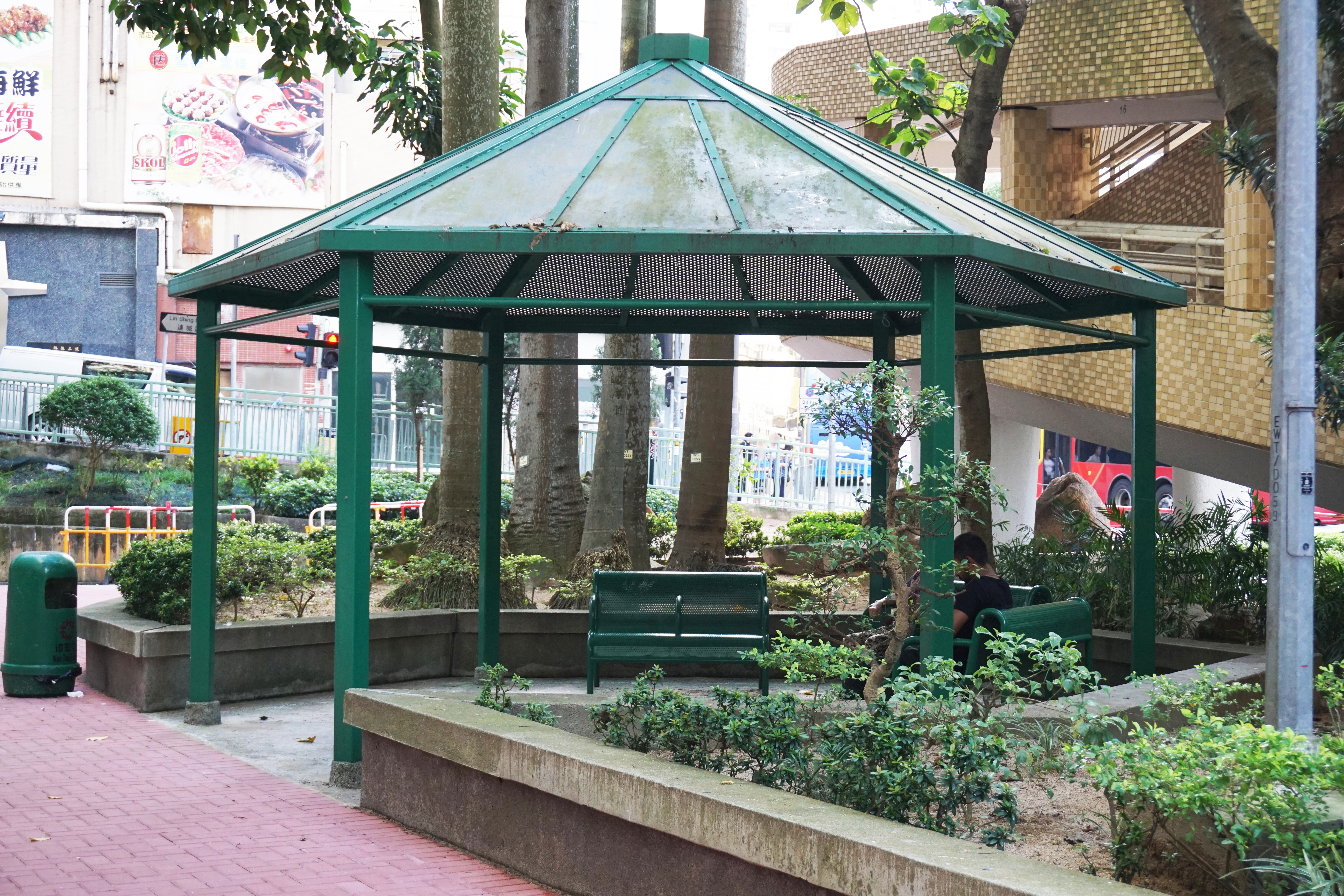
涼亭
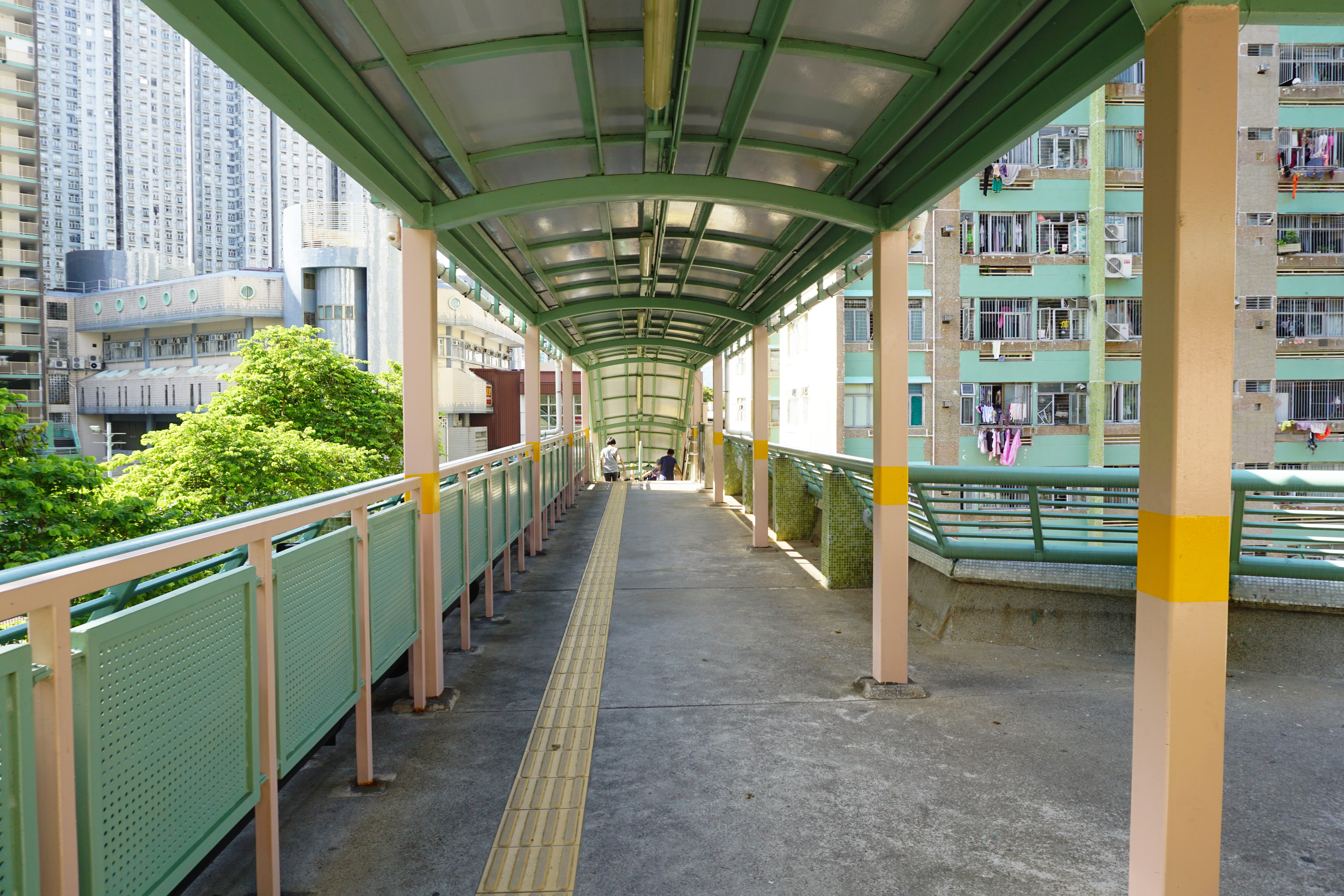
有蓋行人通道
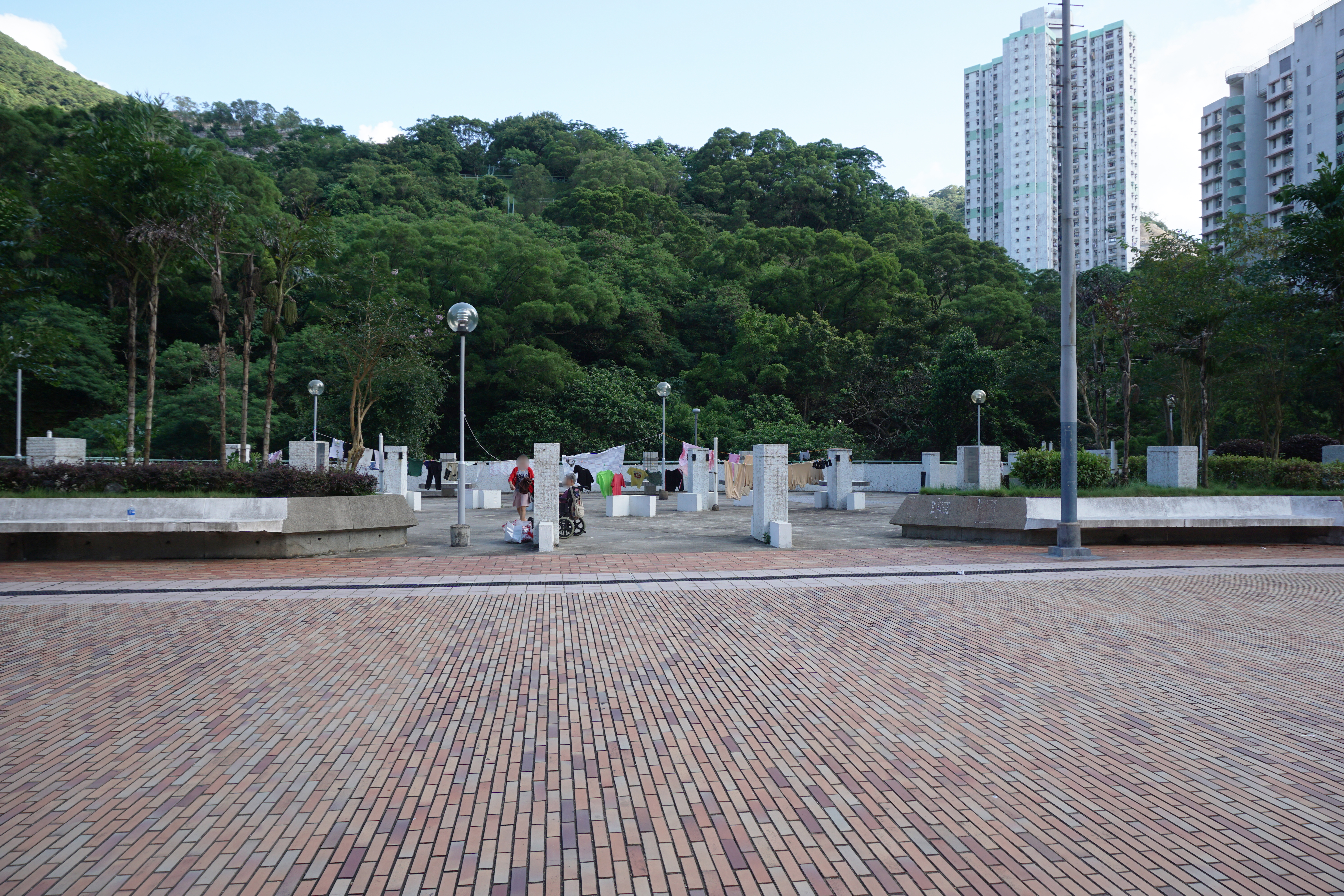
曬衣區
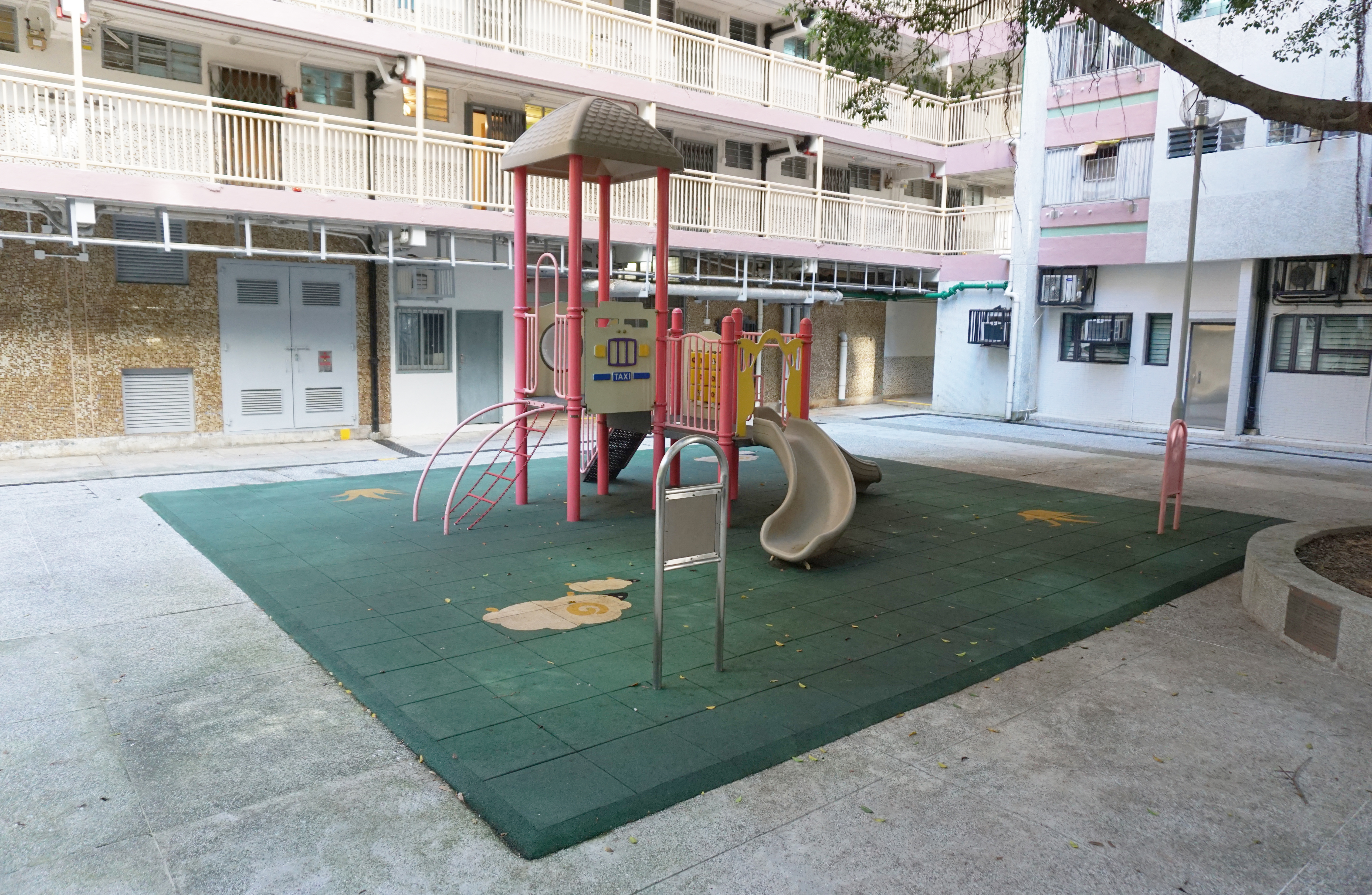
兒童遊樂場（2）
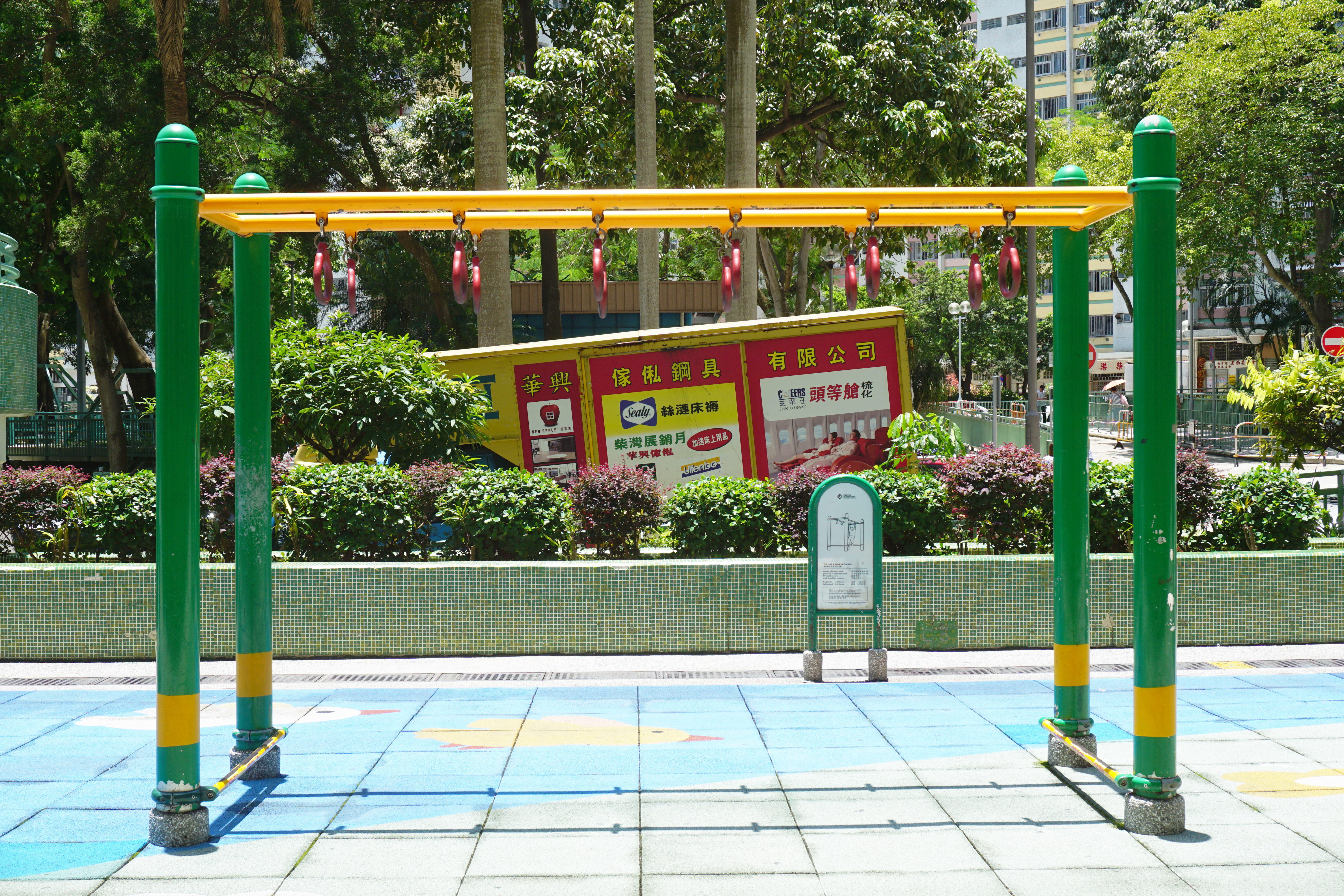
平衡吊環
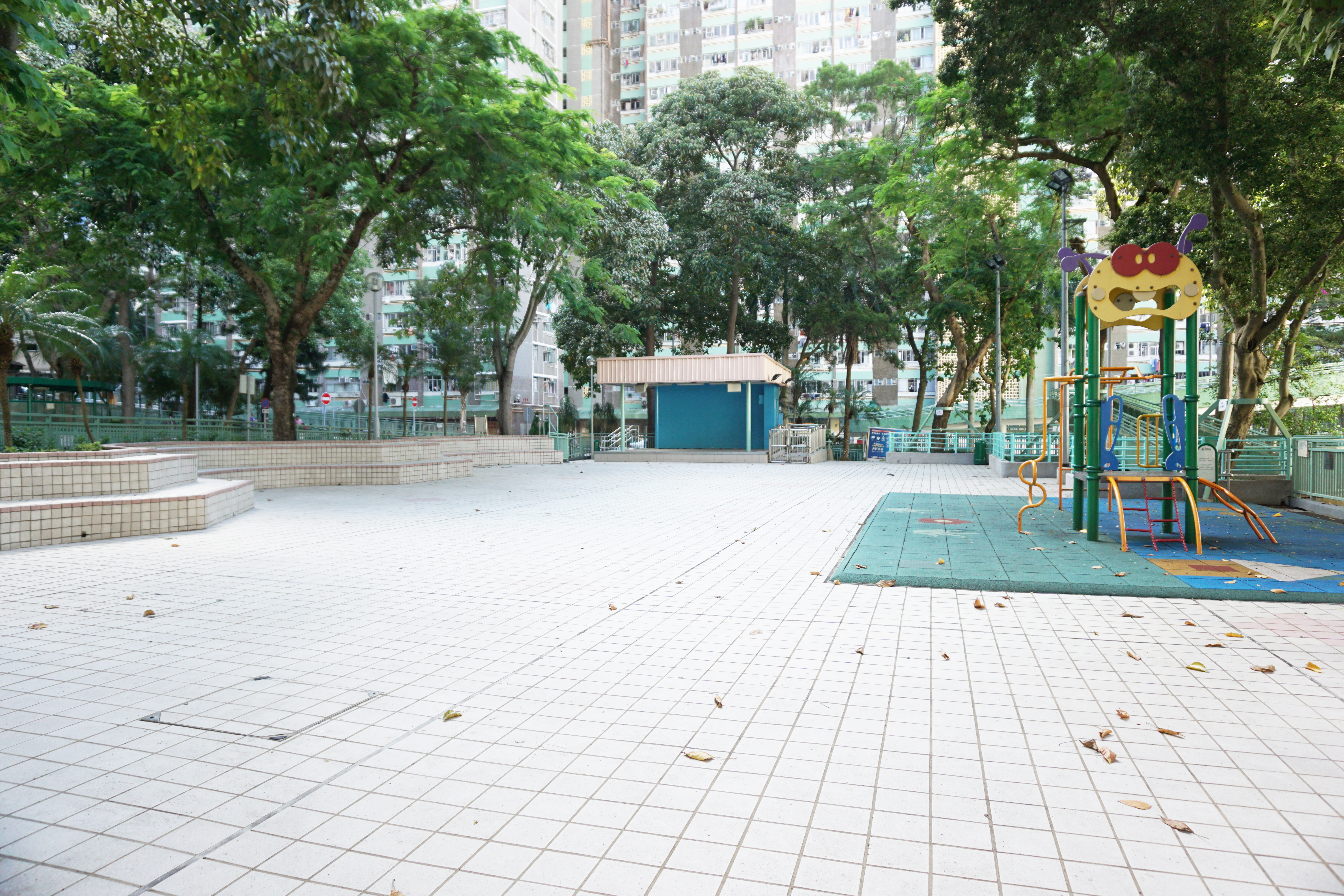
屋邨廣場
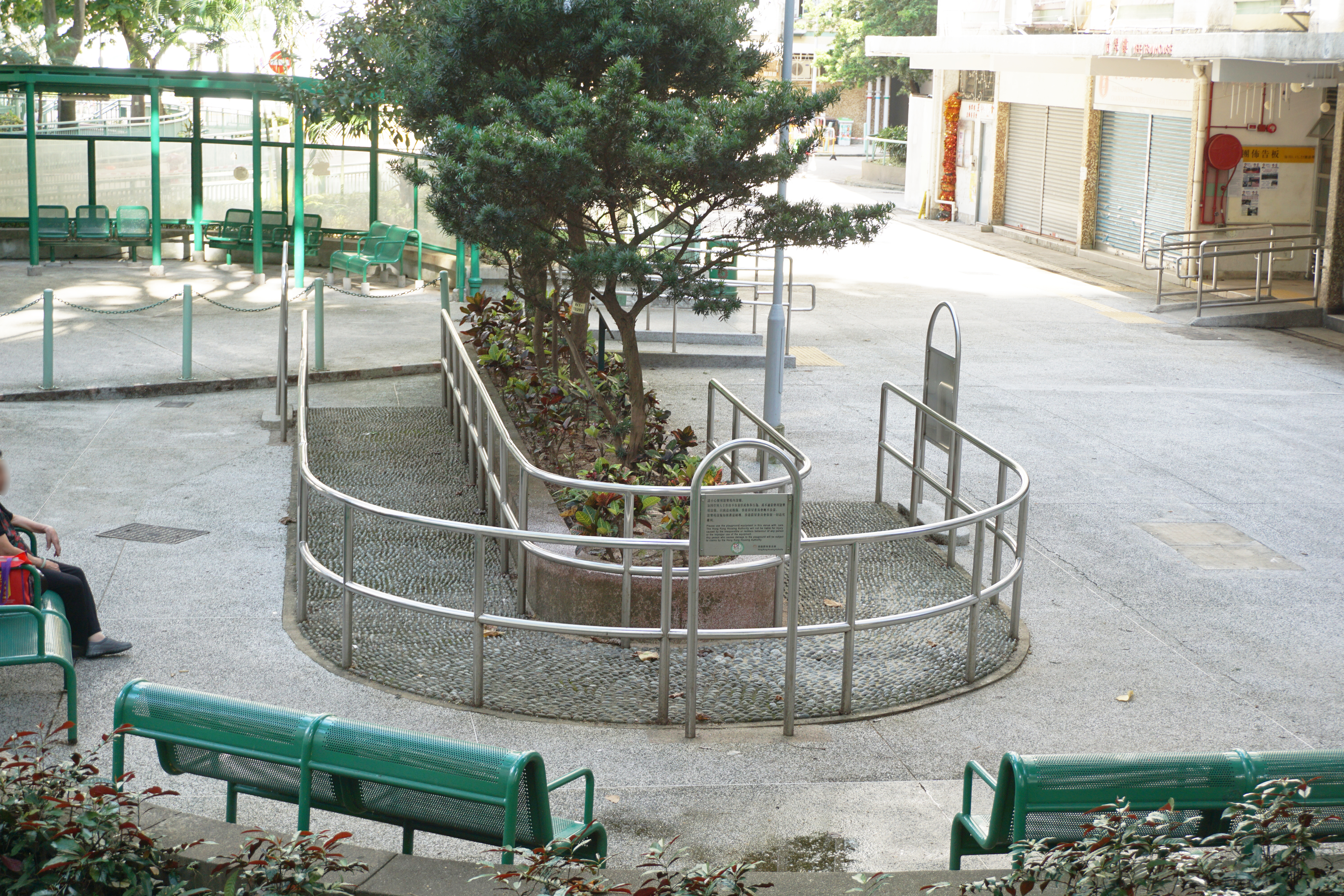
卵石路步行徑
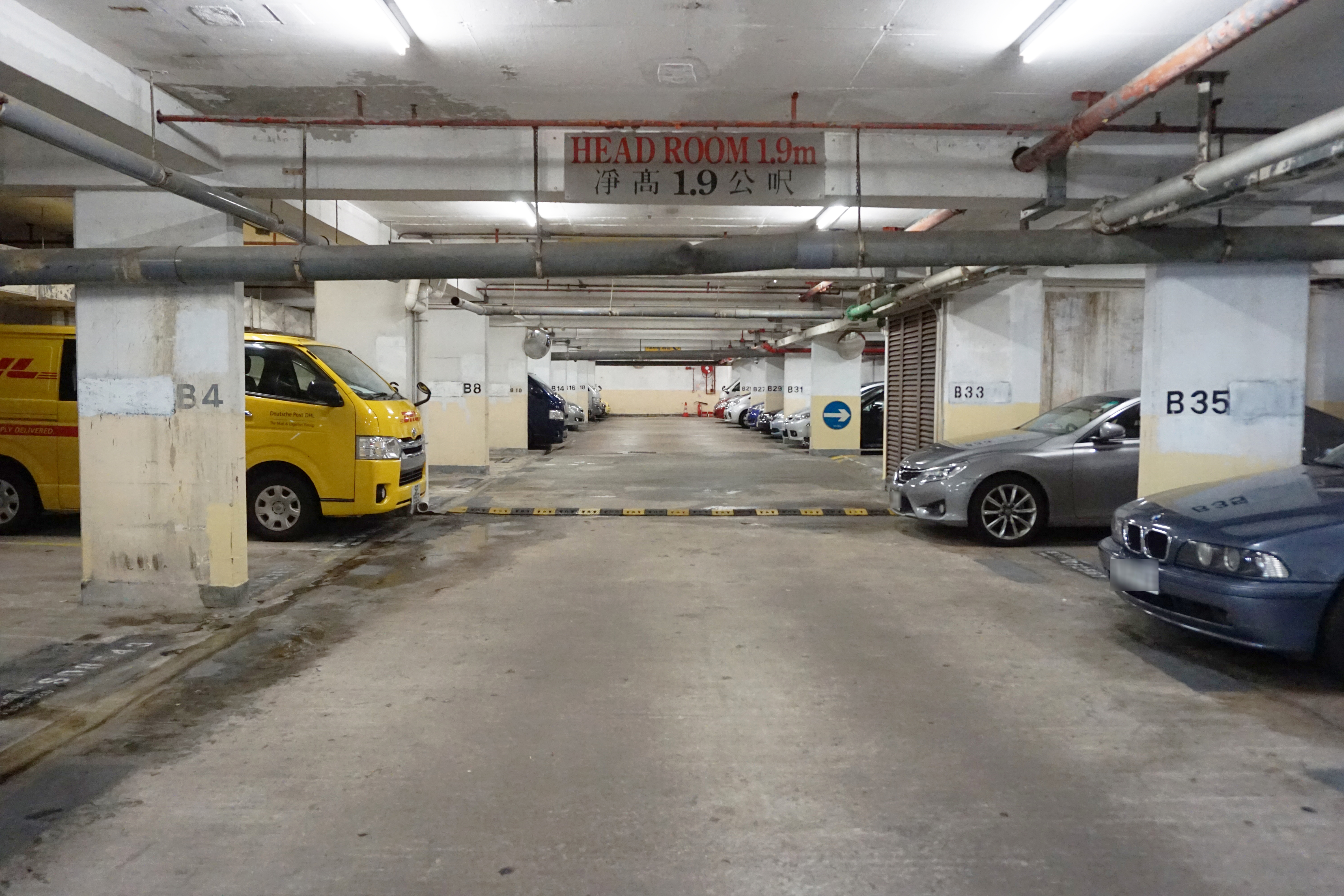
停車場

環翠商場（部份照片）

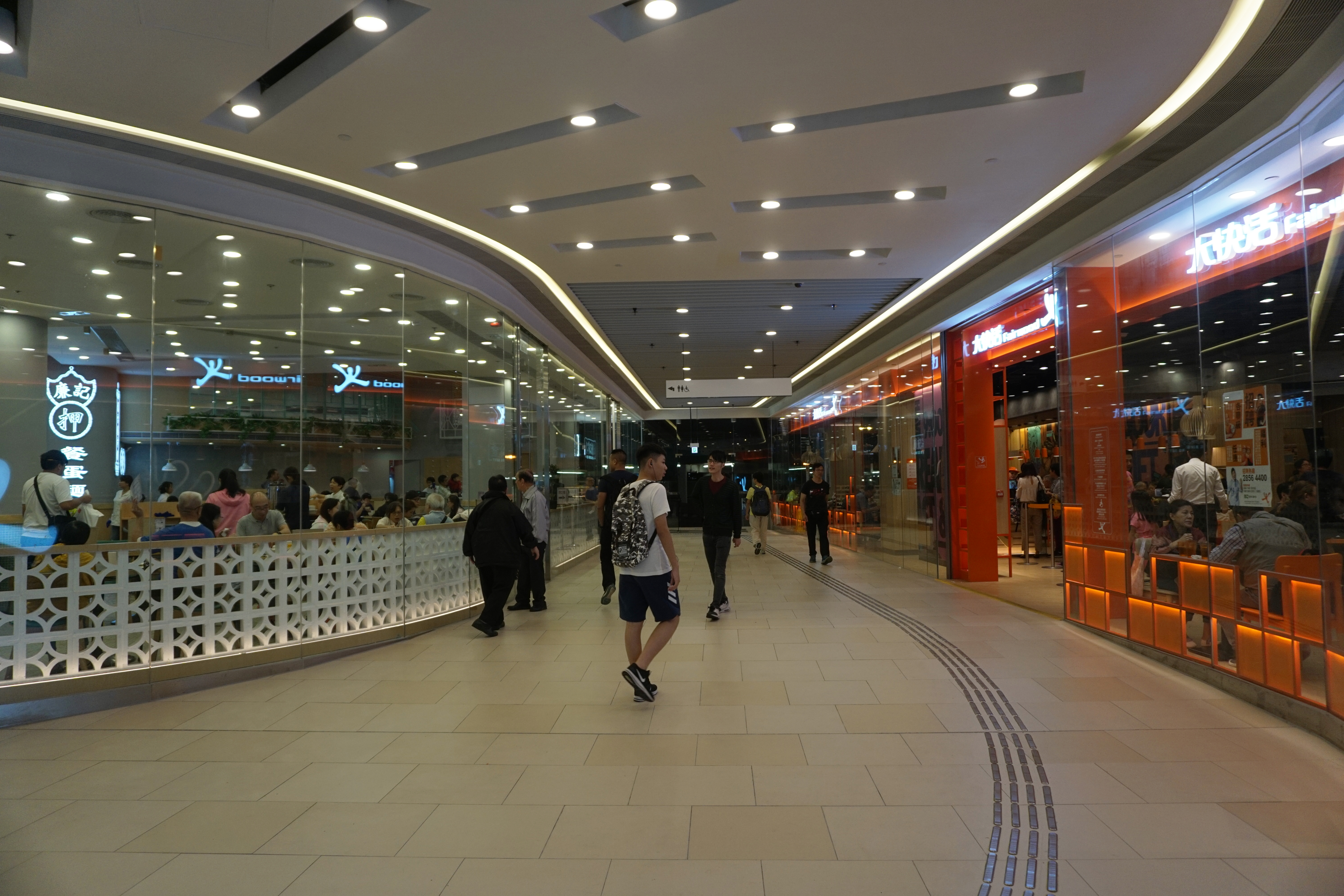
環翠商場2樓（2018年10月）
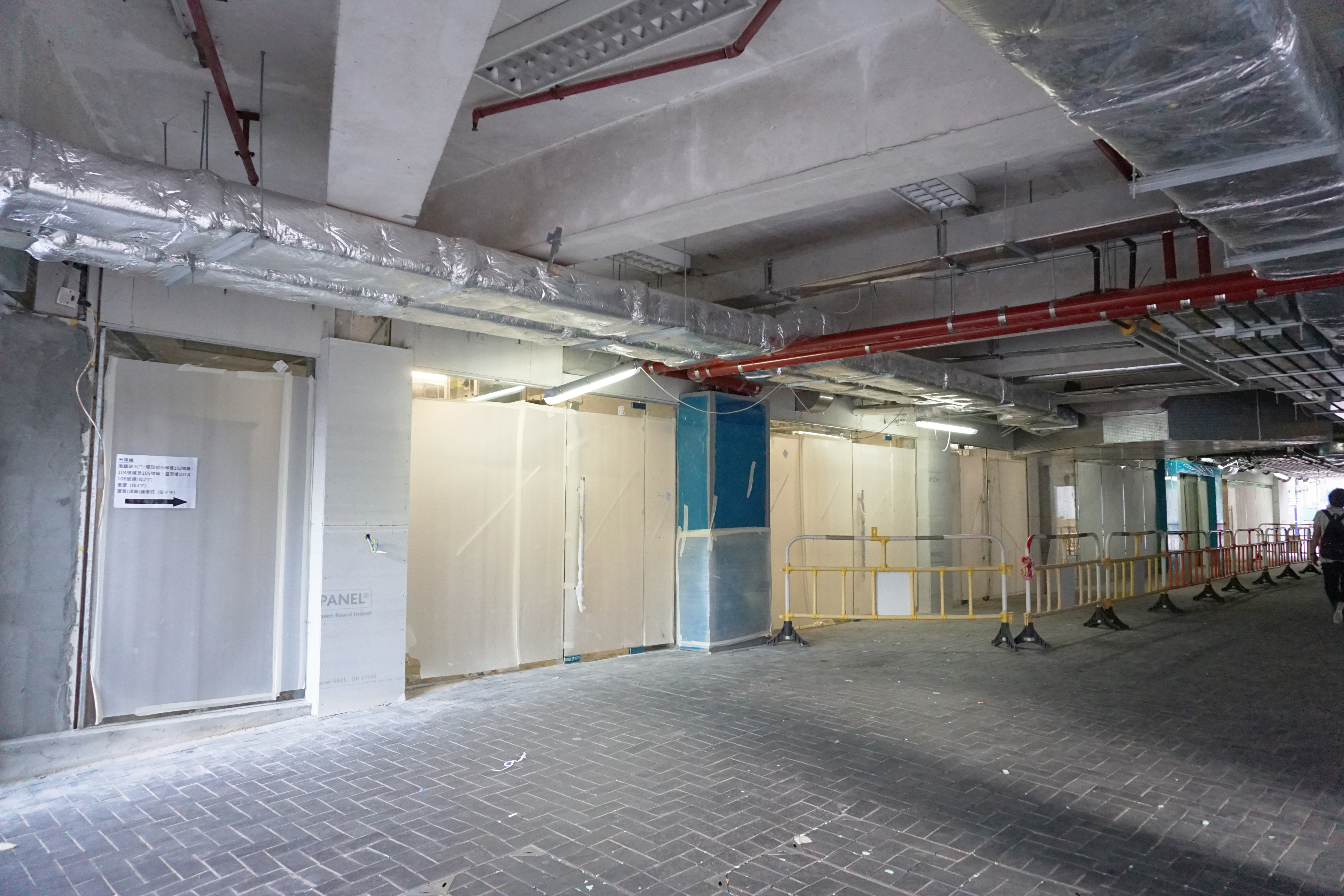
2018年翻新中的環翠商場（2018年5月）
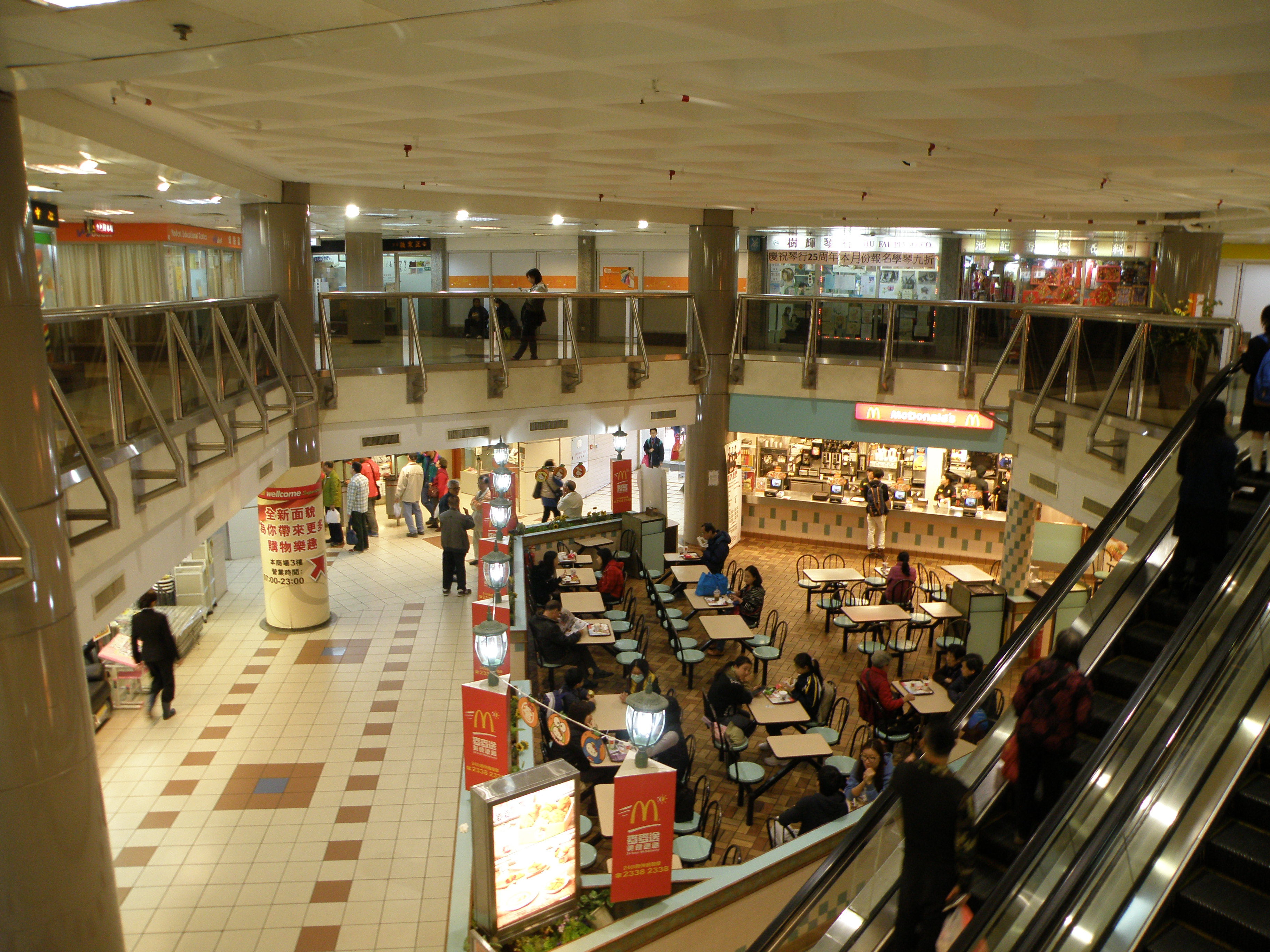
翻新前的環翠商場中庭，當中的麥當勞於1998年開業，採用開放式設計，前身是兒童機動樂園 因應環翠商場翻新，中庭麥當勞已於2017年6月20日（星期二）晚上10時結業
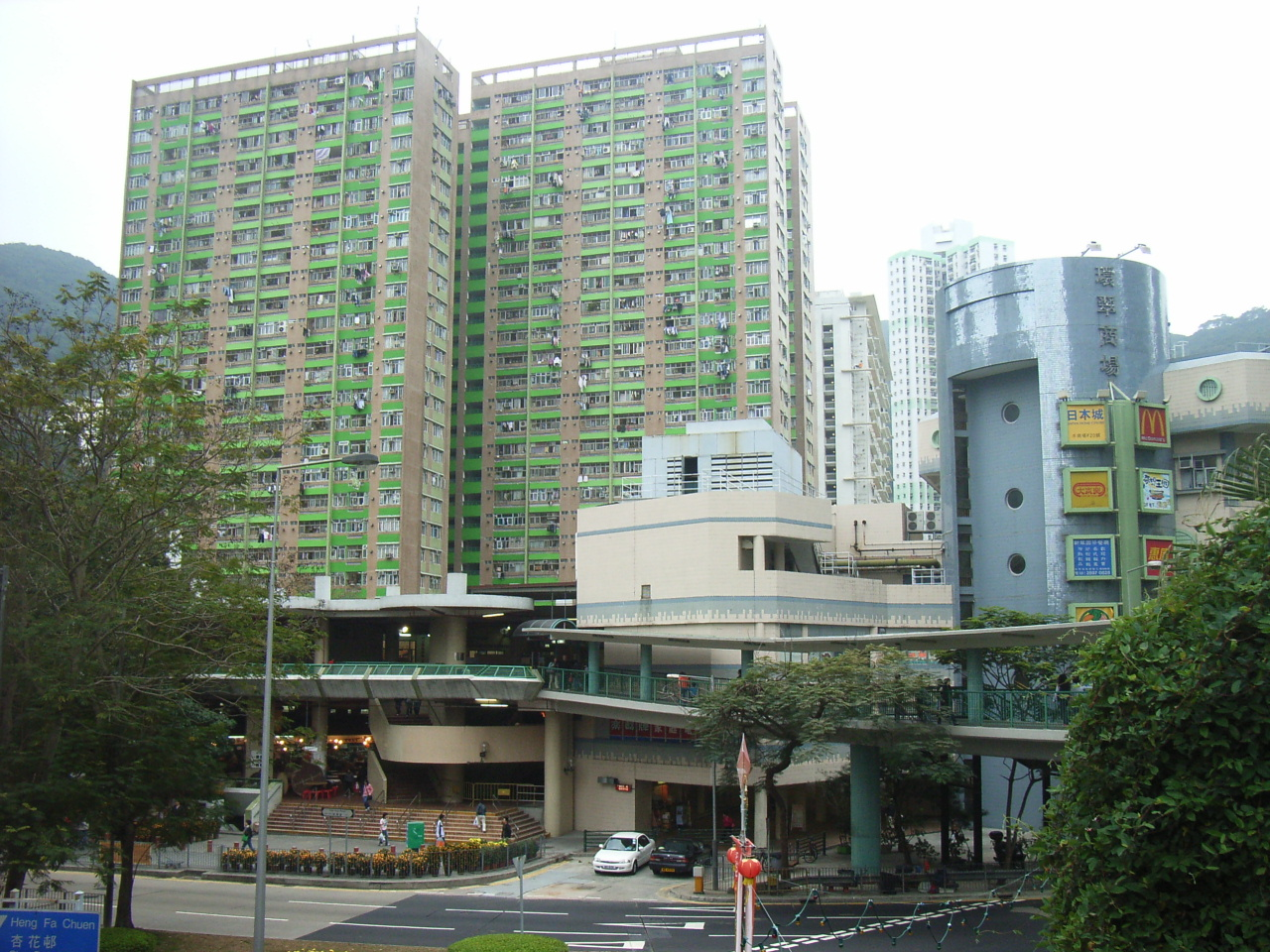
右邊建築為環翠商場外觀（2007年）

## 外部連結
- 房委會物業位置及資料 環翠邨 （页面存档备份，存于）
- 房委會物業位置及資料 茵翠苑 （页面存档备份，存于）
- 房委會物業位置及資料 悅翠苑 （页面存档备份，存于）
- 討論文庫 － 柴灣邨及環翠邨 (香港地方)（页面存档备份，存于）
- 討論文庫 － 第一二型徙置大廈平面圖 (香港地方)（页面存档备份，存于）